# Arqueles Vela
Arqueles Vela, född 1899 i Guatemala City/Tapachula, Guatemala, död 1977 i Mexico City, var en mexikansk författare, journalist och lärare av guatemalanskt ursprung. Han var en av stridentist-rörelsens främsta företrädare, och författare av verket La señorita Etcétera (1922), ett av de tidigaste narrativa avantgarde-verken.
Ofta skrev han artiklar under pseudonymen "Silvestre Paradox" i tidningen "El Universal Ilustrado", även om andra författare skrev i samma tidning under samma pseudonym.

## Verk

### Poesi och prosa
- El sendero gris y otros poemas inútiles (1920)
- La señorita Etcétera (1922)
- El café de nadie (1926)
- Un crimen provisional (1926)
- El intrasferible (1927; published again in 1977)
- El viaje redondo (1929)
- Cantata a las muchachas fuertes y alegres de México (1940)
- Cuentos del día y de la noche (1945)
- La volanda (1956)
- El picaflor (1961)
- Luzbel (1966)

### Essäer
- Introducción, organización, interpretación y dirección del teatro de muñecos, Historia materialista del arte (1936).
- Evolución histórica de la literatura universal (1941).
- El arte y la estética (1945).
- Teoría literaria del modernismo (1949).
- Elementos del lenguaje y didáctica de la expresión (1953).
- Fundamentos de la literatura mexicana (1953).
- Análisis de la expresión literaria (1965).